# Hippomolgus
Hippomolgus is een geslacht van eenoogkreeftjes uit de familie van de Clausidiidae. 
De wetenschappelijke naam van het geslacht is voor het eerst geldig gepubliceerd in 1917 door Georg Ossian Sars.

## Soorten
- Hippomolgus cognatus Humes & Ho, 1967
- Hippomolgus furcifer Sars G.O., 1917
- Hippomolgus latipes Humes & Ho, 1967
- Hippomolgus limiticus Hwang, Lee & I.H. Kim, 2016